# Walt Disney's serier
Walt Disney's serier (WDS) är namnet på flera olika svenska tidningar med Disneyserier. Framför allt är namnet förknippat med den utgivning som pågick under åren 1950-1977, med ett uppehåll 1957-1961.

## Historia

### 1950-talet
När Kalle Anka & C:o började ges ut var den i allt väsentligt en svensk utgåva av den amerikanska tidningen Walt Disney's Comics & Stories (WDC). Parallellt med WDC utkom även så kallade One Shots (OS) (ibland även kallade Four Color), engångspublikationer som vanligen innehöll en enda längre serie. Delvis rörde det sig om serieversioner av Disneys långfilmer, men också om längre serier med Kalle Anka (oftast skapade av Carl Barks), Musse Pigg och figurerna runt dem. Med tiden kom även OS att innehålla kortare serier - dock alltid med en gemensam nämnare.
1950 började de amerikanska serierna från OS-magasinen återtryckas i Sverige - till en början som B-nummer av Kalle Anka & C:o, med huvudserien som titel på omslaget; Walt Disney's Snövit, Walt Disney's Tre Små Grisar, etc. 1954 knoppades dock B-numren av och blev en egen titel, Walt Disney's serier, och utgivningstakten ökade till 12 nummer per år.
Under åren 1954 och 1955 publicerades även fem onumrerade magasin med serieadaptioner av spelfilmer från Disney. Dessa har kommit att få beteckningen "C-nummer" och räknas idag ofta som en del av WDS-utgivningen, trots att de saknar överskriften Walt Disney's Serier på omslaget.
1956 utkom 13 nummer av WDS. Detsamma gällde för Kalle Anka & C:o, vilket i praktiken innebar en ny disneytidning varannan vecka. Det påföljande året strukturerades utgivningen av disneyserier i Sverige om; WDS gick upp i modertidingen, som ökade på sin utgivning till 26 nummer per år. För att ändå kunna fortsätta att publicera de längre serierna styckades dessa upp inför den svenska publiceringen, och publicerades som fortsättningserier i två till tre nummer. Traditionen med fortsättningserier lever fortfarande kvar i Kalle Anka & C:o, men idag produceras dessa vanligen i direkt syfte att gå över flera nummer.

### 1960- & 1970-talen
1962 återkom dock WDS, till en början med oregelbunden utgivningstakt och löpande numrering. 1967 började den dock numreras årsvis och blev samtidigt månatlig. Under 1960 var innehållet i WDS, precis som tidigare, huvudsakligen hämtat från de amerikanska One Shots-tidningarna, med speciellt fokus på de längre serierna som fick fylla en hel utgåva; filmadaptioner och Carl Barks' och Paul Murrys längre serier. 
Vid decennieskiftet 1970 börjar dock en förändring i tidningen märkas: innehållet kom allt oftare att bestå av flera kortare serier i varje utgåva - dock oftast med samma huvudfigur - och de magasinslånga serierna blev allt mer sällsynta. Det amerikanska materialet ersattes allt oftare av italienska serier. 1971 publicerads de två sista filmadaptionerna som gick i tidningens huvudutgåvor - när serieversionerna av Aristocats och Sängknoppar och kvastskaft publicerades under det påföljande året blev detta i B-nummer av tidningen. Under 1973, när de nästföljande fyra filmadaptionerna kom att publiceras i Sverige, innefattades dessa häften inte i WDS utan gavs titeln Disney 50 glada år - En Disney-klassiker. 1975 ändrades rubriken till Walt Disney's klassiker (WDK). Från att under denna titels första år delvis ha haft en numrering som följde WDS (exempelvis nummer 9,5), etablerades WDK under 1976 som en egen titel, med egen numrering. De längre disneyseriererna förflyttades nu till att uteslutande publiceras i det nya magasinet, och som en följd av detta kom WDS i stor utsträckning innehållsmässigt att likna Kalle Anka & C:o. Under tidningens sista år lades fokus på serier från den italienska disneystaben, uppbackade med kortare amerikanska serier. 
Möjligen som en följd av den innehållsliga förändringen bytte WDS namn till Kalle Anka Extra vid halvårsskiftet 1977.

### 1990-talet
1990 återuppstod titeln, nu som paraplytitel för tjockare säsongstidningar samt, än en gång, för serieversioner av disneyfilmer. Denna inkarnation lades ned 1996, men återkom tre år senare, nu enbart innehållande serier byggda på filmerna. 2001 avslutades utgivningen.

## Utgivning
Samtliga inkarnationer av WDS gavs ut av samma förlag som under motsvarande tid gav ut Kalle Anka & C:o:
- 1950–1954: Richters förlag
- 1962–1977: Hemmets Journals förlag
- 1990–1992: Serieförlaget
- 1996–1997: Serieförlaget
- 1997–2001: Egmont Serieförlaget

### Kalle Anka & C:o B-nummer (1950–1954)
Totalt denna period utkom 16 nummer.
| År   | Nr  | Titel                              |
| ---- | --- | ---------------------------------- |
| 1950 | 11B | Askungen                           |
| 1951 | 09B | Snövit och de sju dvärgarna        |
|      | 11B | Alice i underlandet                |
| 1952 | 02B | Kalle Anka på Grönland             |
|      | 05B | Bambi                              |
|      | 09B | Familjen Ankas foto-album          |
|      | 11B | Walt Disney's jul-parad            |
| 1953 | 01B | Musse Pigg och bönstjälken         |
|      | 03B | Tre små grisar                     |
|      | 05B | Sommarleken                        |
|      | 07B | Musse Pigg och negerpojken Torsdag |
|      | 09B | Peter Pan                          |
|      | 11B | Walt Disney's jul-parad            |
|      | 12B | Kalle Anka & Peter Pan             |
| 1954 | 01B | Den finurligen Farbror Joakim      |
|      | 02B | Peter Pan & Kapten Krok            |

### Walt Disney's Serier (1954-1956)
Totalt utkom denna period 35 nummer, samt 5 "C-nummer".
| År   | Nr | Titel                                    |
| ---- | -- | ---------------------------------------- |
| 1954 | 03 | Lille Hiawatha                           |
|      | 04 | Långben                                  |
|      |    | Svärdet och Rosen                        |
|      | 05 | Lilla Stygga Vargen                      |
|      | 06 | Feriaparaden                             |
|      | 07 | Kalle Anka lever lägerliv                |
|      | 08 | Musse Pigg och den förtrollade bilen     |
|      | 09 | Kalle Anka och den Gyllene hjälmen       |
|      | 10 | Musse Pigg på den mystiska farmen        |
|      | 11 | Jul-paraden                              |
|      | 12 | Jul i Pengalösa                          |
| 1955 | 01 | Musse Pigg besöker Torsdag               |
|      |    | Bäverdalen                               |
|      | 02 | Kalle Anka och den musikaliska sjöormen  |
|      | 03 | Farbror Joakims pengar i fara            |
|      | 04 | Pluto är dagens hjälte                   |
|      | 05 | Musse Pigg och den bråkige Svarte Petter |
|      |    | Davy Crockett                            |
|      | 06 | Ferie-paraden                            |
|      | 07 | Fnatte, Knatte och Tjatte i farten       |
|      | 08 | Kalle Anka i Honolulu                    |
|      | 09 | Musse Pigg och den ensamme riddaren      |
|      |    | En världsomsegling under havet           |
|      | 10 | Farbror Joakim och den tokige professorn |
|      | 11 | Jul-paraden                              |
|      |    | Det afrikanska lejonet                   |
|      | 12 | Kalle Anka och julgranarna               |
| 1956 | 01 | Lady och Lufsen                          |
|      | 02 | Lilla Stygga Vargen och hans pappa       |
|      | 03 | Piff och Puff                            |
|      | 04 | Långben                                  |
|      | 05 | Musse Pigg och den objudne gästen        |
|      | 06 | Ferie-paraden                            |
|      | 07 | Kalle Anka och det gamla slottet         |
|      | 08 | Dumbo                                    |
|      | 09 | Kalle Anka reser till Afrika             |
|      | 10 | Kalle Anka och hans vänner               |
|      | 11 | Musse Pigg och elfenbenshundarna         |
|      | 12 | Jul-paraden                              |
|      | 13 | Kalle Anka skämtar och skojjar           |

### Walt Disney's Serier (1962-1977)
Totalt utkom under denna period 152 huvudnummer, samt 15 B-nummer, totalt 169 tidningar. Notera att även vissa av de första utgåvorna av Walt Disney's klassiker hade titeln Walt Disney's serier och/eller en numrering som följer WDS; dessa tidningar finns dock inte med i denna sammanställning.
| År   | Nr  | Titel                                          |
| ---- | --- | ---------------------------------------------- |
| 1962 | 01  | Sånt är livet Kalle Anka                       |
|      | 02  | Kalle Anka som lejonjägare                     |
|      | 03  | Pongo och de 101 dalmatinerna                  |
| 1963 | 04  | Snövit och de sju dvärgarna                    |
|      | 05  | Kalle Anka och hjulet                          |
|      | 06  | Skattkammarön                                  |
|      | 07  | Kalle Anka och guldskatten                     |
|      | 08  | Kapten Grants barn                             |
| 1964 | 09  | Pinocchio                                      |
|      | 10  | Prinsen och tiggargossen                       |
|      | 11  | Långben som scoutledare                        |
|      | 12  | Lobo den fredlöse                              |
|      | 13  | Pluto som cirkusartist                         |
|      | 14  | Svärdet i stenen                               |
| 1965 | 15  | Musse Pigg på äventyr med Robin Hood           |
|      | 16  | Natt utan måne                                 |
|      | 17  | Kalle Anka och Münchhausen                     |
|      | 18  | Musse Pigg och den mystiska farmen             |
|      | 19  | Mary Poppins                                   |
|      | 20  | Peter Pan                                      |
| 1966 | 21  | Spökplumpen                                    |
|      | 22  | Den gamla borgens hemlighet                    |
|      | 23  | Spökplumpen möter Madame Mim                   |
|      | 24  | Tre små grisar                                 |
|      | 25  | Agent DC den knepiga katten                    |
|      | 26  | Lady och Lufsen                                |
| 1967 | 01  | Spökplumpen och Björnligan                     |
|      | 02  | Löjtnant Robin Cruse                           |
|      | 02B | Kalle Ankas sportlovsextra                     |
|      | 03  | Kalle Anka på Grönland                         |
|      | 04  | Spökryttaren                                   |
|      | 05  | Spökplumpen – Kronkuppen i Tasbah              |
|      | 06  | Kalle Anka lever lägerliv                      |
|      | 07  | Stål-Långben                                   |
|      | 07B | Månpiloten                                     |
|      | 08  | Spökryttaren och hans dubbelgångare            |
|      | 09  | Musse Pigg och den förtrollade bilen           |
|      | 10  | Guldfeber                                      |
|      | 11  | Plumpen möter Stål-Långben                     |
|      | 12  | Jul i pengalösa                                |
| 1968 | 01  | Havets fasa Kapten Plump                       |
|      | 02  | Askungen                                       |
|      | 02B | Sportlovsextra: Ludde                          |
|      | 03  | Farbror Joakim och Havets Drottning            |
|      | 04  | Bambi                                          |
|      | 05  | Röda skogens hemlighet                         |
|      | 06  | Stål-Långben möter superskurken                |
|      | 06B | Sommarläsning med Ludde                        |
|      | 07  | Musse Pigg och bönstjälken                     |
|      | 08  | Plumpen - Hårda tag i diamantdalen             |
|      | 09  | Spökryttarens möte med kung George             |
|      | 10  | Lilla Vargen                                   |
|      | 11  | Världens lyckligaste miljonär                  |
|      | 12  | Farbror Joakim räddar julen                    |
| 1969 | 01  | Djungelboken                                   |
|      | 02  | Musse Pigg och den objudne gästen              |
|      | 02B | Sportlovsextra                                 |
|      | 03  | Mowgli och hans vänner från Djungelboken       |
|      | 04  | Spöke på villovägar                            |
|      | 05  | Sheriff Långben                                |
|      | 06  | Mowgli hos Kung Louie                          |
|      | 07  | Musse Pigg och professor Djuping               |
|      | 08  | Kalle Anka och sjöormen                        |
|      | 09  | Farbror Joakim flyger och far                  |
|      | 10  | Älsklingskärran                                |
|      | 10B | Farmor Ankas godnatt-sagor                     |
|      | 11  | Lilla Vargen och hans far                      |
|      | 12  | Musse Pigg och guldmakaren                     |
| 1970 | 01  | Törnrosa                                       |
|      | 02  | Farbror Joakims pengar i fara                  |
|      | 02B | Sportlovsextra                                 |
|      | 03  | Knattarna hjälper Madam Mim                    |
|      | 04  | Stål-Långben möter Björnligan                  |
|      | 05  | Musse Pigg och elfenbenshundarna               |
|      | 06  | Farbror Joakim och ön som sjönk                |
|      | 07  | Långben och det lustiga lejonet                |
|      | 08  | Knattarna på nya äventyr                       |
|      | 09  | Oppfinnar-Jockes fantastiska maskiner          |
|      | 09B | Farmor Anka's godnatt-sagor                    |
|      | 10  | Kusin Knase = Helknäpp                         |
|      | 11  | Musse Pigg och den bråkige Svarte Petter       |
|      | 12  | Lustigkurrar i rymden                          |
| 1971 | 01  | Pongo och de 101 dalmatinerna                  |
|      | 02  | Björnligans bovaktiga bravader                 |
|      | 02B | Sportlovsextra                                 |
|      | 03  | Kalasfestligt med Kusin Knase                  |
|      | 04  | Dumbo den flygande elefanten                   |
|      | 05  | Moby Duck och piraterna                        |
|      | 06  | Kalaskul med Kajsa                             |
|      | 07  | Farbror Joakim i Pluring-havet                 |
|      | 08  | Knattarna räddar kungens krona                 |
|      | 09  | Farbror Joakim och guldgrävarbyns hemlighet    |
|      | 09B | Farmor Anka's godnatt-sagor                    |
|      | 10  | Musse Pigg och negerpojken Torsdag             |
|      | 11  | Luringar som plockar pluringar                 |
|      | 12  | Musse Pigg tänker kallt - klarar allt          |
| 1972 | 01  | Farbror Joakim och solens son                  |
|      | 01B | Aristocats                                     |
|      | 02  | Musse Pigg i vilda västern                     |
|      | 02B | Sportlovsextra                                 |
|      | 03  | Oppfinnar-Jockes otroliga uppfinningar         |
|      | 04  | Musse Pigg på farligt fiskafänge               |
|      | 05  | Knattarna tre hjälpsamma hjältar               |
|      | 06  | Långbens semesterbekymmer                      |
|      | 07  | Björn-ligan på krigs-stigen                    |
|      | 08  | Musse Pigg - mästerdetektiv i fara             |
|      | 09  | Farbror Joakim - sport och spratt              |
|      | 09B | Farmor Anka's godnatt-sagor                    |
|      | 10  | Stål-Långben och förminsknings-maskinen        |
|      | 10B | Sängknoppar och kvastskaft                     |
|      | 11  | Farbror Joakim och den farliga frukten         |
|      | 12  | Jul-hjältarna i Ankeborg                       |
| 1973 | 01  | Farbror Joakim och bergsindianernas skatt      |
|      | 02  | Musse Pigg och världens värsta vas             |
|      | 02B | Sportlovsextra                                 |
|      | 03  | Kalle Anka och guldet som försvann             |
|      | 04  | Farbror Joakim och medicinmannens mask         |
|      | 05  | Långben: Besvär med björnar                    |
|      | 06  | Farbror Joakim - Den sjunkna skatten           |
|      | 07  | Musse Pigg och tågmysteriet                    |
|      | 08  | Kalle Anka, vilken gröngöling!                 |
|      | 09  | Äventyr på hotell                              |
|      | 09B | Farmor Anka's godnatt-sagor                    |
|      | 10  | Farbror Joakim och den gåtfulla krukan         |
|      | 11  | Musse Pigg och den skurkaktige greven          |
|      | 12  | Äventyr på sydpolen                            |
| 1974 | 01  | Den mystiske dubbel-gångaren                   |
|      | 02  | Långben på skattjakt                           |
|      | 02B | Sportlovsextra                                 |
|      | 03  | Oss björnbröder emellan                        |
|      | 04  | Gröngölingarna i farten                        |
|      | 05  | Musse Pigg och Diamanttjuverna                 |
|      | 06  | Heja farbror Kalle                             |
|      | 07  | Farbror Joakim har vind i seglen               |
|      | 08  | Långben i knipa                                |
|      | 09  | Ett sju-sjungande sjöäventyr                   |
|      | 10  | Björnbuse nr 666                               |
|      | 11  | Det stora ökenäventyret                        |
|      | 12  | Kalle Anka får på pälsen                       |
| 1975 | 01  | Farbror Joakim i Ekodalen                      |
|      | 02  | Björnligan kan knepen                          |
|      | 03  | Kampen i draktemplet                           |
|      | 04  | Farbror Joakim drar åt skogen                  |
|      | 05  | Kalle Anka på dåligt humör                     |
|      | 06  | Stål-Långbens mystiska glasögon                |
|      | 07  | Farbror Joakim och guld-pumporna               |
|      | 08  | Glada bad-busar                                |
|      | 09  | Skatten på havets botten                       |
|      | 10  | I Björnligans spår                             |
|      | 11  | Stål-Långben i farten                          |
|      | 12  | Farbror Joakims julresa                        |
| 1976 | 01  | Björnligan flyger i luften                     |
|      | 02  | Musse Pigg och den konstiga krukan             |
|      | 03  | Farbror Joakim och mineralsökaren              |
|      | 04  | Moby Duck på skattjakt                         |
|      | 05  | Spökplumpen och bläckfisken                    |
|      | 06  | Gröngölingarna och den mystiska bron           |
|      | 07  | Ön som alla fruktar                            |
|      | 08  | Den gyllene staden                             |
|      | 09  | Musse Pigg som mästerdetektiv                  |
|      | 10  | Kalle Anka och sjöodjuret                      |
|      | 11  | Björnligan och den pratsjuka papegojan         |
|      | 12  | Knattarnas vita jul                            |
| 1977 | 01  | Farbror Joakim går på oljepumpen               |
|      | 02  | Spökplumpen - miljoner till tusen              |
|      | 03  | Moby Duck på vulkanön                          |
|      | 04  | Kalle Ankas luftfärd                           |
|      | 05  | Knattarnas fantastiska present                 |
|      | 06  | Musse Pigg och tågmysteriet (Repris från 1973) |

### Walt Disney's Serier (1990-1992)
Totalt 13 tidningar utkom under denna period.
| År   | Nr | Titel                           |
| ---- | -- | ------------------------------- |
| 1990 | 01 | Nalle Puh Special 1990          |
|      | 02 | Fest med Kalle Anka 1990        |
|      | 03 | Kalle Anka Maxi 8               |
|      | 04 | Kul med Kalle Anka 1990         |
|      | 05 | Den lilla sjöjungfrun           |
|      | 06 | Kalle Anka Maxi 9               |
| 1991 | 07 | Nalle Puh Special 1991          |
|      | 08 | Fest med Kalle Anka 1991        |
|      | 09 | Kalle Anka Maxi 10              |
|      | 10 | Bernard och Bianca i Australien |
| 1992 | 11 | Kalle Anka Maxi 11              |
|      | 12 | Nalle Puh Special 1992          |
|      | 13 | Skönheten och odjuret           |

### Fristående engångspublikationer (1993-1996)
Mellan de två 1990-talsinkarnationer av Walt Disney's Serier  släpptes fem fristående tidningar av samma typ och i samma format som de som under åren 1990-1992 och 1996-2001 ingick i WDS. Dessutom fortgick utgivningen av Kalle Anka Maxi, Fest med Kalle Anka och Kul med Kalle Anka.
| År   | Titel                 |
| ---- | --------------------- |
| 1993 | Den lilla sjöjungfrun |
| 1993 | Aladdin               |
| 1994 | Lejonkungen           |
| 1995 | Pocahontas            |
| 1996 | Toy Story             |

### Walt Disney's Serier (1996-2001)
I denna inkarnation av titeln utkom åtta nummer.
| År   | Nr | Titel                         |
| ---- | -- | ----------------------------- |
| 1996 | 01 | Janne Långben The Movie       |
|      | 02 | Ringaren i Notre Dame         |
| 1997 | 03 | Herkules                      |
| 1998 | 04 | Mulan                         |
| 2000 | 05 | Dinosaurier                   |
| 2001 | 06 | Atlantis: Väktarens bok       |
|      | 07 | Atlantis: En försvunnen värld |
|      | 08 | Atlantis: Den röda kristallen |